# Uniwersytet Techniczny w Durbanie
Uniwersytet Techniczny w Durbanie (ang. Durban University of Technology, wcześniej Durban Institute of Technology) – południowoafrykański uniwersytet techniczny w KwaZulu-Natal. 
Uczelnia została utworzona w 2002 roku przez połączenie Natal Technical College i ML Sultan College, szkół działających od początku XX wieku. Ta pierwsza była przeznaczona dla białych, a druga powstała dla hinduskich pracowników plantacji trzciny cukrowej. 
W jego skład wchodzą cztery kampusy w Durbanie (Brickfield, ML Sultan, Ritson i Steve Biko) oraz dwa w Pietermaritzburgu (Indumiso i Riverside).

## Wydziały
- Business Studies Unit (biznes)

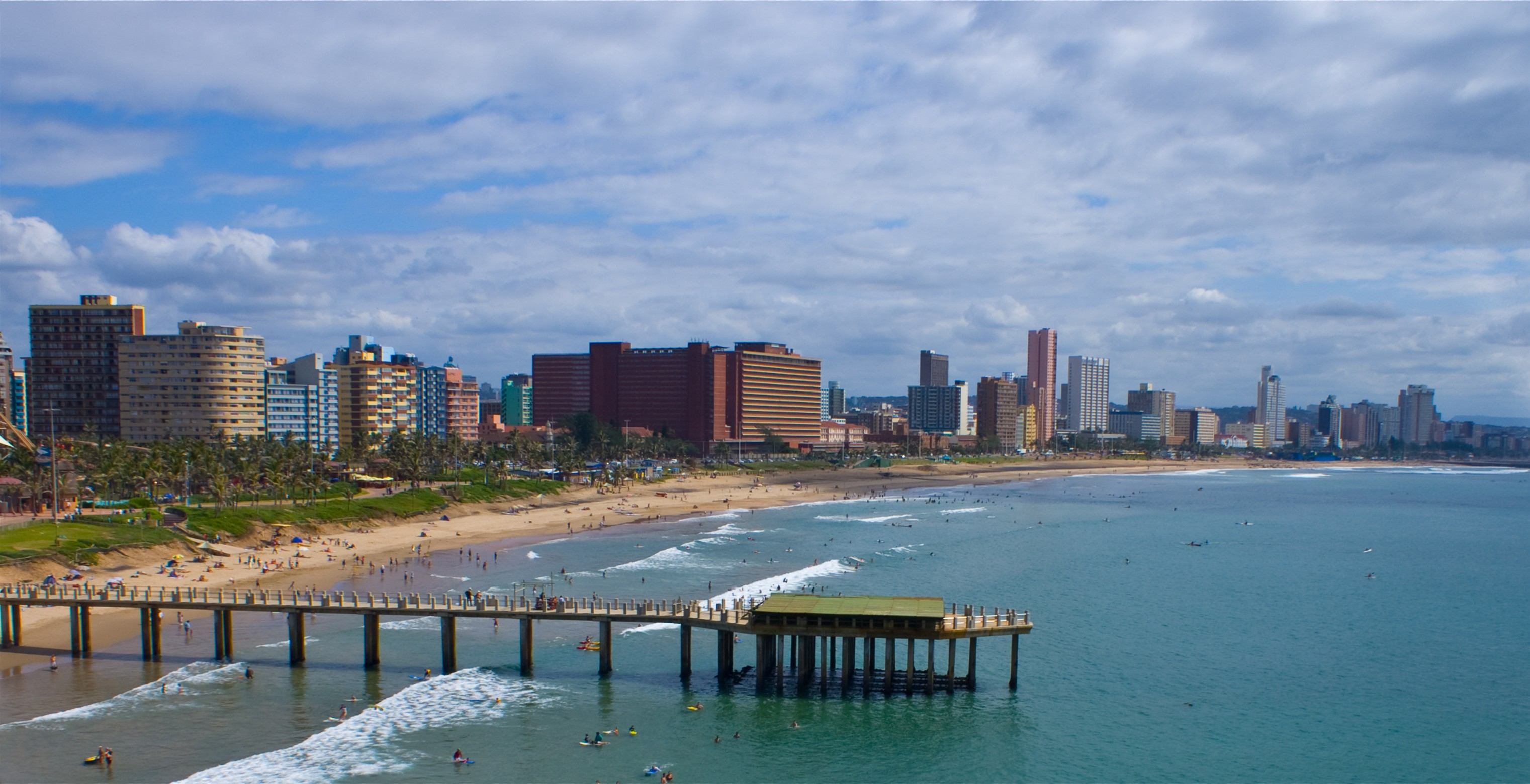
Addington Hospital (brązowy budynek w centrum)

- Centre for Excellence in Learning & Teaching, CELT (dydaktyka, pedagogika)
- Faculty of Accounting and Informatics (rachunkowość, informatyka)
- Faculty of Applied Sciences (nauki stosowane)
- Faculty of Arts and Design (sztuka, projektowanie)
- Faculty of Engineering and the Built Environment (inżynieria, kształtowanie środowiska)
- Faculty of Health Sciences (zdrowie, medycyna)
- Faculty of Management Sciences (zarządzanie)

## Studenci i pracownicy
W 2007 uczelnia zatrudniała 566 pracowników i kształciła 22 702 studentów, w tym na kierunkach:
- nauka, inżynieria, technologia – 230 pracowników, 8464 studentów
- biznes, inżynieria, prawo – 132 pracowników, 4041 studentów
- nauki społeczne – 110 pracowników, 2466 studentów
- zdrowie – 72 pracowników, 7731 studentów.

### Znani pracownicy
- Cromwell Everson – kompozytor muzyki poważnej, w tym pierwszej afrykańskiej opery; w latach 1976–1991 kierował Performing Arts Department
- Ela Gandhi (wnuczka Mahatmy Gandhiego), kanclerz uniwersytetu[3]

## Miejsce w rankingu
Według Ranking Web of World Universities w 2011 Uniwersytet Techniczny w Durbanie zajmował wśród uczelni:
- Republiki Południowej Afryki – miejsce 13
- Afryki – miejsce 23
- świata –  miejsce 2710.